# Iratxe García Pérez
Iratxe García Pérez (Barakaldo, 7 ottobre 1974) è una politica spagnola di origine basca, capogruppo dei Socialisti e Democratici al Parlamento europeo.

## Percorso politico
Il suo primo incarico politico è come consigliere comunale di Laguna de Duero dal 1995 al 2000. Alle elezioni generali del 2000 viene eletta al Congresso dei Deputati e poi nel 2004 viene eletta al Parlamento europeo.
All'interno del Parlamento europeo ha fatto parte della Commissione per lo sviluppo regionale, della delegazione per le relazioni con i paesi dell'Unione del Maghreb arabo, della Commissione per l'ambiente, la salute e la sicurezza alimentare e dell'intergruppo parlamentare per i diritti LGBT. 
Nella prima metà dell'VIII legislatura (2014-2017) è stata presidente della commissione per i diritti della donna e l'uguaglianza di genere. Dal settembre 2014 è stata capodelegazone del PSOE al Parlamento europeo. Nella IX legislatura, dopo le elezioni del 2019, è stata scelta come capogruppo dei Socialisti e Democratici. Dopo le elezioni europee del 2024, è stata riconfermata alla guida di S&D.